# Cappellano crocifero (personaggio)
Il cappellano crocifero è un personaggio immaginario presente ne I promessi sposi, romanzo di Alessandro Manzoni.

## Caratteristiche
Il suo nome deriva dal ruolo che svolge durante le funzioni solenni, ovvero quello di portare la croce. Egli è il segretario personale del cardinale Federigo Borromeo e viene presentato come un personaggio comico, goffo nel suo zelo esagerato e nei suoi timori riguardo al cardinale, facendo una sorta di contrappunto umoristico ai modi solenni e pieni di carità del suo superiore. Comunica ai curati presenti la conversione dell'Innominato con la frase biblica haec mutatio dexterae Excelsi. Compare all'interno del romanzo nei capitoli XXII, XXIII e XXV.

## Biografia del personaggio
Nel capitolo XXII, compare dove l'Innominato si reca a visitare il prelato e gli comunica la presenza del famoso bandito, cosa che fa con indugio e timore.
Nel capitolo XXIII, invece, annunzia a Federigo che l'Innominato vuole vederlo e si mostra assai stupito dell'entusiasmo del cardinale, tentando inutilmente di metterlo in guardia circa la possibilità, invero assai remota, che il bandito sia lì per assassinarlo. Introduce poi l'Innominato nella sala e, in seguito al colloquio tra i due, è richiamato dal Borromeo che gli chiede se tra i parroci riuniti lì vi sia anche quello del paese dei due promessi, ovvero don Abbondio, al che il cappellano risponde di sì. Gli viene ordinato di chiamare lui e il curato di quella parrocchia e il cappellano svolge l'ambasciata, suscitando la viva sorpresa di don Abbondio che esita non poco a seguirlo dal cardinale. Si occupa infine di fare sellare le due mule che dovranno portare Don Abbondio e l'Innominato, per liberare Lucia, e di allestire la lettiga che dovrà portare la moglie del sarto e poi la stessa Lucia dopo la sua liberazione.
All'interno del capitolo XXV lo vediamo portare la croce in processione, in sella a una mula; più avanti introduce dal prelato Agnese e Lucia, dopo aver dato loro istruzioni circa il modo in cui rivolgersi al cardinale.